# Sidewalk Poets
Die Sidewalk Poets waren eine Berliner Rockband der späten 1980er und frühen 1990er Jahre, die englisch beeinflussten alternative- und später experimentalen Rockpop spielten. Zuerst sangen sie auf Englisch, später zunehmend auf Deutsch.

## Geschichte

### 1. Phase – 1987 bis 1990
Der Sänger und Songwriter Frank Schneider gründete die Band 1987 mit Mark Bertelmann. Mit Olli Hund am Bass und Eike Dierks am Schlagzeug spielten sie erste Konzerte im Umfeld des KOB und des Café Swing. Dierks verließ 1989 die Band um bei Blechreiz zu spielen und wurde durch Piet Bendtsen ersetzt. Bis 1990 spielten sie Konzerte überwiegend in Berlin,  u. a. mit Crime & the City Solution, Plan B und Yo La Tengo. 1989 gingen sie auf eine erste Tour durch Deutschland u. a. im Vorprogramm von Trilobites. Anfang 1990 verließ Bertelmann die Band um bei Die Seuche einzusteigen. Nach einer Dänemark-Tournee mit dem Gitarristen Steffen Häfelinger im April zerfiel die Band.

### 2. Phase – 1991 bis 1992
Im Sommer 1991 stellte Schneider mit Andy Wancke (Gitarre), Markus W (A-Gitarre), John Barry (Bass) und Dieter X (Schlagzeug) eine neue Band zusammen. Rasch wechselten in der Folgezeit die Besetzungen. Dem schnellen Ausstieg von Markus W folgte die Umbesetzung am Schlagzeug durch Arthur von Blomberg, Jan Mohr spielte für Andy Wancke Gitarre. Nach letzten Konzerten (u. a. im SO 36) löste sich die Band im Herbst 1992 auf.

### 3. Phase – 1992 bis 1996
Für die bereits gebuchte Tournee heuerte Schneider den Arrangeur Christopher Blenkinsop (Bass, Akkordeon, Gesang) an. Dieser brachte Reinhard "Koma" Lüderitz (Schlagzeug, Sampler, Gesang) mit und veränderte den Bandsound radikal. Markenzeichen wurde das spezielle Standschlagzeug von Lüderitz, der gleichzeitig Samplerbass spielte. Dies erlaubte Schneider eine sehr freie und expressive Bühnenshow. Mit den Einnahmen der Konzerte wurde eine Vinyl-Doppel-Single als erstes Album finanziert. In der folgenden Hoch-Zeit der Band führten Konzerte sie durch Deutschland, Spanien, der Ukraine und 1994 in die USA, wo sie u. a. auf der SXSW in Austin, Texas auftraten. Bei einem Konzert im Vorprogramm von Element of Crime im gleichen Jahr, lernten sie deren Gitarristen Jakob Ilja kennen, der ihr Album Lüderitz produzierte. Eine Tournee im Vorprogramm von Element of Crime folgte. Zur gleichen Zeit arrangierten sie die Musik für eine Inszenierung der Rocky Horror Picture Show am Brandenburger Theater, in der sie auch als Live-Band und Akteure auftraten. 1996 begannen sie die Arbeit an einem weiteren Album, das "Über Phoenix in die Uckermark" heißen sollte, aber nie fertiggestellt wurde.

## Nebenprojekte
- Die Eidechse : 1993 | Auftragskomposition für die Akademie der Künste
- Adolf Wölfi : 1994 | Co-Komposition und Aufführung einer Kurzoper von Gösta Neuwirth mit dem Ensemble Oriol
- Sidewalkwalkers : 1995 | Konzerte mit Bläsersatz (arrangiert von Joachim Litty). Konzerte u. a. im Rahmen der Kreuzberger Jazztage mit Albert Mangelsdorff
- Rocky Horror : 1995 | Arrangement und Theaterband am Brandenburger Theater

## Diskografie
- 1993: Sidewalk Poets (Doppel-Single, Rent a Poet)
- 1994: Uffta (Maxi-CD, Rent a Poet)
- 1995: Lüderitz (CD, Rent a Poet)